# بينغورفوايسفا (أنغلزي)
بينغورفوايسفا (بالإنجليزية: Pengorffwysfa)‏ هي قرية تقع في المملكة المتحدة في ويلز.